# آسیاب جلال سفلی
آسیاب جلال سفلی یکی از روستاهای دهستان بازرجان بخش مرکزی شهرستان تفرش در استان مرکزی ایران است جمعیت این روستا در سال ۱۳۸۵ خورشیدی ۸۰ نفر (۲۴ خانوار) بود.